# Rui Tovar
Rui Mário de Sá Osório Tovar de CarvalhoLourinhã, Lourinhã, 3 de Maio de 1948 — Lisboa, 3 de Julho de 2014), foi um jornalista desportivo português.
Foi pai de Rui Miguel Laureano Lourenço Tovar de Carvalho (Rui Miguel Tovar).

## Vida
Rui Tovar começou a sua carreira jornalística no Diário de Notícias, de onde foi saneado em 1975 por José Saramago, director adjunto do jornal, referindo sobre o Nobel que: "Saramago era um grande escritor, mas não era um grande homem".
Foi um dos fundadores do jornal "O Dia", ingressando depois nos finais dos anos 70 nos quadros da RTP, tornando-se apresentador de espaços de informação desportiva e também comentador de eventos desportivos.
Notabilizou-se sobretudo pelos seus profundos conhecimentos da história do futebol e pelo recurso a uma linguagem gongórica.
Antes de subitamente falecer a 3 de julho de 2014, escrevia crónicas no jornal Correio da Manhã e também participava em programas desportivos sobre o Mundial 2014 no canal do grupo, a CMTV.
Desde 2008 que colaborava com o portal SAPO Desporto.

## Obras
- Grandes equipas portuguesas de futebol (Clube de Futebol Os Belenenses, Vitória Futebol Clube, Vitória Sport Clube, Sporting Clube de Braga)[6]
- Grandes equipas portuguesas de futebol (Futebol Clube do Porto, Associação Académica de Coimbra e Clube Académico de Coimbra) (colaboração de Celestino Morais)[6]
- Grandes equipas portuguesas de futebol (Benfica)[6]
- Grandes equipas portuguesas de futebol (Sporting)[6]
- A selecção nacional de futebol (ao-autor Joaquim Tapada)[6]
- Superfoot magazine[7]
- Eurofoot : a revista do Euro 2004[8]
- Dicionário sentimental do Futebol, 2015